# Esteros del Iberá
Esteros del Iberá är en sumpmark i Argentina.   Den ligger i provinsen Corrientes, i den nordöstra delen av landet, 700 km norr om huvudstaden Buenos Aires.
Trakten runt Esteros del Iberá består huvudsakligen av våtmarker. Runt Esteros del Iberá är det mycket glesbefolkat, med 3 invånare per kvadratkilometer.